# Elternhauserziehung in Deutschland
Die Elternhauserziehung in Deutschland ist heute von einer Vielzahl sich oft stark widersprechender Erziehungskonzepte und Erziehungsstile geprägt.

## Geschichte

### Erste Welle der Reformpädagogik
In den gebildeten Bevölkerungsschichten verbreitete sich im 20. Jahrhundert in zunehmendem Umfang reformpädagogisches Gedankengut. Die Reformpädagogik lässt sich als Teil der Lebensreformbewegung beschreiben, die seit dem späten 19. Jahrhundert neue Formen von Alltag, Wohnen, Arbeit, Kunst und Kultur bis hin zu okkulten Lehren begründen und einen neuen Menschen schöpfen wollte, der durch eine neue Art von Erziehung hervorgebracht werden sollte. Die ansonsten recht uneinheitlichen reformpädagogischen Ansätze waren durch vier gemeinsame Grundüberzeugungen verbunden: dass Erziehung sich 1. an den Bedürfnissen des Kindes und 2. an seiner „natürlichen Entwicklung“ orientieren müsse, dass sie 3. das Prinzip der Selbsttätigkeit des Kindes stärken und ihm 4. autonome Selbstverwaltung ermöglichen solle. Reformpädagogische Bewegungen gab es auch in anderen Ländern, etwa in den Vereinigten Staaten; kennzeichnend für Deutschland war eine ausgeprägte Protesthaltung, die sich vor allem am bürokratisierenden Herbartianismus abarbeitete. Eltern, die ihre Kinder zur Odenwaldschule (seit 1910), auf Waldorfschulen (seit 1919), in Montessori-Einrichtungen (in Deutschland seit 1919), zur Schule Schloss Salem (seit 1920) oder auf Jenaplanschulen (seit 1923) schickten, teilten die Ideen der Reformpädagogik und lehnten die im öffentlichen Schulsystem üblichen Lehr- und Stundenpläne für ihr Kind meist ab.

### Zeit des Nationalsozialismus

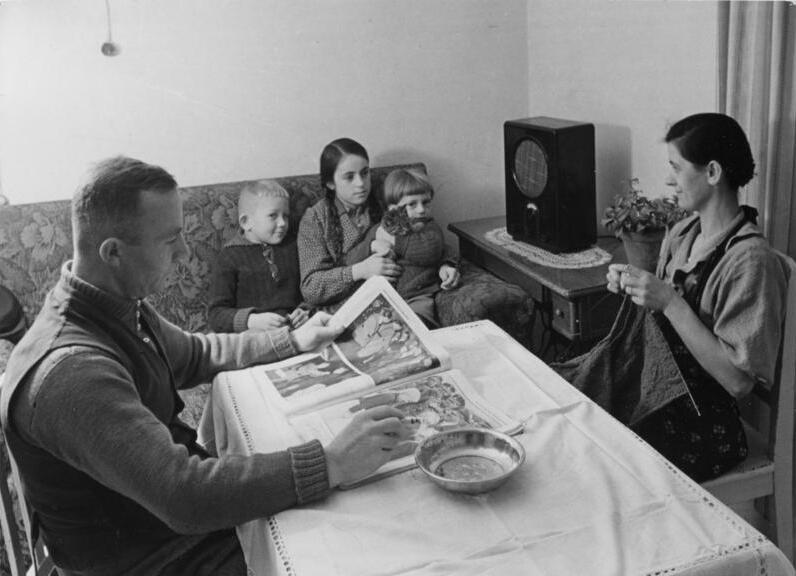
Arbeiterfamilie vor dem Radio (1933)

Die Erziehungspolitik des nationalsozialistischen Regimes zielte auf eine Verdrängung der autonomen Elternhauserziehung durch den mehr oder weniger direkten Erziehungseinfluss von Staat und Partei.
Über die Mütterschulungskurse der NS-Frauenschaft und die Fürsorgeprogramme des Hilfswerks Mutter und Kind wurden die nationalsozialistischen Erziehungsnormen, die konzise in der Ratgeberliteratur von Johanna Haarer formuliert waren, bereits an Schwangere und Mütter von Kleinkindern vermittelt. Bis zum Beginn des Zweiten Weltkrieges war – nicht zuletzt in Anbetracht eines ausgeprägten Mutterkultes – an der Elternhauserziehung zumindest der Klein- und Vorschulkinder zunächst noch nicht gerüttelt worden. Dies änderte sich in dem Umfang, in dem Frauen während der Hochkonjunktur, zu der die Kriegsvorbereitungen Ende der 1930er Jahre führten, als Arbeitskräfte benötigt wurden.
Die Schulen hatten sich bereits seit der Einrichtung des Reichserziehungsministeriums (1934) als Einrichtungen der Wehrerziehung verstanden. Neben den allgemeinbildenden Schulen betrieb das Regime zahlreiche NS-Ausleseschulen, die als Internate organisiert waren und auf den Dienst in Wehrmacht oder Partei vorbereiten sollten.
Die 10- bis 14-Jährigen, die sich dem Deutschen Jungvolk bzw. Jungmädelbund zunächst noch freiwillig hatten anschließen können, waren hierzu seit 1939 gesetzlich verpflichtet. Entsprechendes galt für die Mitgliedschaft der 14- bis 18-Jährigen in der Hitlerjugend bzw. im Bund Deutscher Mädel. Anders als in der Bündischen Jugend, aus der die nationalsozialistischen Jugendorganisationen sich entwickelt hatten, wurde in den letzteren auf den erzieherischen Einfluss der Peergroup gesetzt („Jugend soll von Jugend geführt werden“); wie Gisela Miller-Kipp aufgewiesen hat, kam dies einer Aufkündigung des pädagogischen Generationsverhältnisses gleich. Die „Jugenddienstpflicht“ konnte gegen den Willen der Eltern polizeilich erzwungen werden. In Schule und Hitlerjugend wurden Kinder aufgefordert, ihre Eltern, falls diese z. B. ausländische Radiosender abhörten, zu denunzieren.

### Zweite Welle der Reformpädagogik
Neue Impulse nahm die Reformpädagogik auf, als in den 1960er Jahren die geisteswissenschaftliche Pädagogik von der kritischen Erziehungswissenschaft abgelöst wurde. Ähnlich wie die Anhänger der Lebensreformbewegung strebten die 68er nach grundlegend neuen, von autoritären Mustern befreiten Lebensformen, die sie wiederum durch Erziehung verwirklichen zu können hofften. Als ein sehr heterogenes Konzept entstand die antiautoritäre Erziehung, die ab 1967 in die Kinderladenbewegung mündete und hauptsächlich junge gebildete Großstadtfamilien erreichte. 1975 folgte die Antipädagogik, die mit ihrem Credo, dass Kinder überhaupt keine Erziehung benötigen, aber nur sehr wenige Anhänger fand. Bereits seit 1966 erschien in Deutschland wöchentlich die Zeitschrift Eltern, die die jüngeren Strömungen der Reformpädagogik einem großen Publikum vorstellte. Als die dauerhafteste Institution, die aus der Aufbruchsstimmung der Zeit hervorging, erwiesen sich die reformpädagogisch geprägten Alternativschulen (z. B. Freie Schule Frankfurt, 1975), die zunächst freilich nur ein Nischendasein führten. Ein regelrechter „Run“ auf diesen Schultyp setzte erst Anfang der 1990er Jahre ein, als bildungs- und aufstiegsorientierte Eltern in Deutschland bei der Schulauswahl generell eine wachsende Selektivität aufzuweisen begannen.

### Deutsche Demokratische Republik

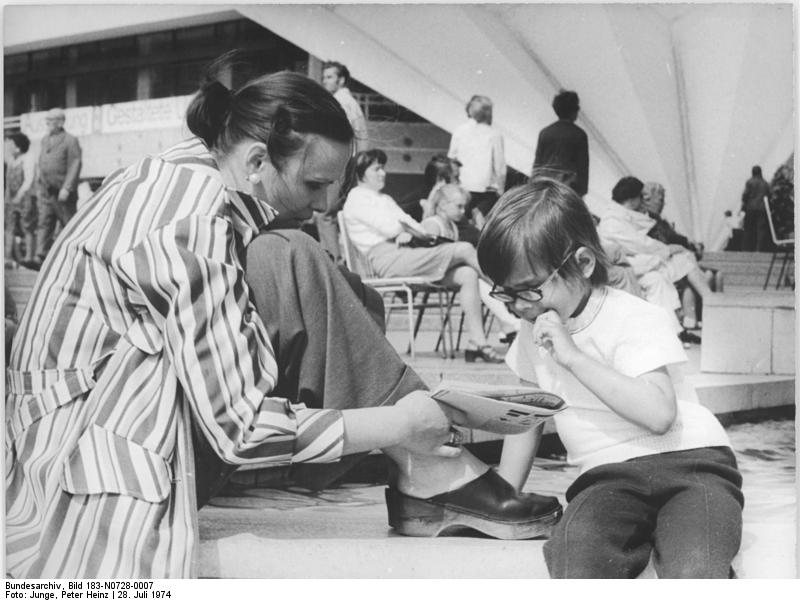
Mutter mit Sohn in Ost-Berlin (1974)

In der DDR galt als Leitbild, dass beide Eltern in Vollzeit arbeiten. Weil Frauen sich nach der Geburt eines Kindes maximal 1 Jahr lang beruflich freistellen lassen konnten, war die große Mehrzahl der 1- bis 5-Jährigen ganztägig in Krippen und Kindergärten untergebracht. Die Elternhauserziehung war, schon aufgrund des erheblichen Zeitanteils, den Kinder mit professionellen Erziehern verbrachten, eng mit der institutionellen Erziehung verzahnt. Während in der Bundesrepublik reformpädagogische Konzepte an Verbreitung gewannen, war die Erziehung in der DDR nicht nur von vielen Regeln, sondern auch von der sozialistischen Pädagogik geprägt. Das Familiengesetzbuch gab programmatisch vor:

„Es ist die vornehmste Aufgabe der Eltern, ihre Kinder in vertrauensvollem Zusammenwirken mit staatlichen und gesellschaftlichen Einrichtungen zu gesunden und lebensfrohen, tüchtigen und allseitig gebildeten Menschen, zu aktiven Erbauern des Sozialismus zu erziehen.“

Die staatlichen Institutionen setzten Erziehungsstandards, die von Eltern kaum ignoriert werden konnten, wie z. B. die Schulen, in denen bereits 1949 die Körperstrafen abgeschafft worden waren. Auch die Elternratgeberliteratur wurde vom politischen System kontrolliert, wie etwa die Zeitschrift Elternhaus und Schule, die von 1952 bis 1990 in Ost-Berlin erschien.

## Rahmenbedingungen und Statistik

### Rechtliche Regelungen
Recht und Pflicht der Eltern, ihre Kinder zu erziehen, ist in Deutschland seit 1949 im Grundgesetz geregelt:

„Pflege und Erziehung der Kinder sind das natürliche Recht der Eltern und die zuvörderst ihnen obliegende Pflicht. Über ihre Betätigung wacht die staatliche Gemeinschaft.“

Anders als in der Familiengesetzbuch der DDR ist hier auf eine Bestimmung von Erziehungszielen verzichtet. Der Satz „Über ihre Betätigung wacht die staatliche Gemeinschaft“ bezieht sich auf das Kindeswohl. Die Jugendämter können Elternhäuser überwachen und, falls eine Gefährdung des Kindeswohles vermutet wird, anregen, dass ein Familiengericht den Eltern die Erziehungs- und Fürsorgerechte vorübergehend oder dauerhaft entzieht.
Der Umfang des elterlichen Erziehungsrechtes wird durch andere Gesetze eingeschränkt. Beispiele:
- Die Landesverfassungen sämtlicher deutscher Bundesländer schreiben eine Schulpflicht fest.
- Das Schwangerschaftskonfliktgesetz (1992) relativiert das natürliche Recht der Eltern auf Sexualerziehung und -aufklärung, indem es in diesem Bereich weitgehende Verantwortung an die Bundeszentrale für gesundheitliche Aufklärung überträgt.
- Das 2002 verabschiedete Gesetz zur Ächtung von Gewalt in der Erziehung gewährt Kindern ein Recht auf eine Erziehung, die frei von Körperstrafen, seelischen Verletzungen und entwürdigenden Maßnahmen ist. Noch in den 1970er Jahren haben 80 Prozent der Deutschen das Schlagen ihrer Kinder gebilligt, 35 Prozent sogar das Schlagen mit dem Rohrstock.[16] An den Schulen waren die Körperstrafen bereits zwischen 1969 (Hamburg) und 1973 (bundesweit) abgeschafft worden. Eine Ausnahme hatte Bayern gebildet, in dem das Oberste Landesgericht noch 1979 an einem „gewohnheitsrechtlichen Züchtigungsrecht“ festgehalten hatte, bevor das Land die Körperstrafen 1980 schließlich ebenfalls abschaffte.[17]
- Bereits seit 1922 schränkt das Gesetz über die religiöse Kindererziehung den Einfluss der Eltern im Bereich der religiösen Kindererziehung ein.

### Elternhaussituation
In Deutschland wurden im Jahre 2015 rund 11.408.000 Familien (d. h. Eltern-Kind-Gemeinschaften) gezählt. 2.331.000 (20,4 %) davon waren Familien mit alleinerziehenden Müttern; 409.000 (3,6 %) waren Familien mit alleinerziehenden Vätern.
Nach einer 2018 veröffentlichten Studie, die auf Tagebuchprotokollen von 665 Paarhaushalten mit mindestens einem Kind unter 10 Jahren und auf Daten der Zeitverwendungserhebung des Statistischen Bundesamts von 2012/2013 basiert, bringen Partnerinnen in Familien mit aktiven Vätern nicht weniger, sondern ebenfalls mehr Zeit für die Kinderbetreuung auf. Die Forscher interpretieren ihre Ergebnisse als eine Bestätigung eines Trends zu einer Intensivierung von Elternschaft: Trotz sinkender Kinderzahl und einer größeren Verweildauer der Kinder in Kita oder Schule wendeten sowohl Mütter als auch Väter zunehmend Zeit für die Kinderbetreuung auf.
In vielen Familien erziehen auch die Großeltern mit. So haben im Jahre 2008 30 % der Großmütter ihre Enkel mindestens einmal pro Woche betreut. Von den Großvätern war es rund ein Viertel. 60 % der Großmütter und mehr als die Hälfte der Großväter haben ihre Enkelkinder wenigstens gelegentlich gehütet. 85 % der Großeltern lebten nicht mehr als 25 Kilometer von ihren minderjährigen Enkeln entfernt.
Im Jahre 2016 lebten 70.000 Kinder und Jugendliche nicht bei ihren Eltern, sondern bei Verwandten, hauptsächlich bei Großeltern (ca. 70 %), seltener bei Onkeln und Tanten (ca. 20 %) oder den eigenen volljährigen Geschwistern (5 %). Weitere 66.000 Minderjährige waren in Heimen und 52.000 in Pflegefamilien untergebracht.

### Elternerwerbstätigkeit
Im Jahre 2015 waren 62,1 % aller Eltern mit Kindern unter 6 Jahren erwerbstätig. Von den erwerbstätigen Vätern mit Kindern unter 6 Jahren waren 93,7 % vollzeitbeschäftigt; 6,4 % gingen einer Teilzeitarbeit nach. Von den erwerbstätigen Müttern mit Kindern im selben Alter waren nur 26,9 % vollzeitbeschäftigt; 73,1 % haben in Teilzeit gearbeitet.
Nach der Geburt eines Kindes können abhängig beschäftigte Frauen in Deutschland 8 Wochen bezahlten Mutterschaftsurlaub in Anspruch nehmen, der sich bei einer Früh- oder Mehrlingsgeburt auf 12 Wochen erhöht. Ein entsprechender Vaterschaftsurlaub, wie es ihn z. B. in Dänemark gibt, existiert in Deutschland nicht. Arbeitnehmer beiderlei Geschlechts können seit 2001 aber auch Elternzeit nehmen; dieser Anspruch, der die Vereinbarkeit von Familie und Beruf erleichtern soll, ermöglicht es Eltern, während der ersten drei Lebensjahre jedes Kindes jeweils bis zu 36 Monaten unbezahlten Urlaub zu nehmen, ohne eine Kündigung befürchten zu müssen. Vater und Mutter können sich diese 36 Monate untereinander aufteilen.
2015 waren knapp 2 % der Väter, deren jüngstes Kind unter 6 Jahren war, in Elternzeit. Bei den Müttern war dies bei fast einem Viertel der Fall.

### Kindertagesbetreuung
Von den Kindern unter einem Jahr haben im Jahre 2016 2,5 % ein Angebot der institutionellen Kindertagesbetreuung wahrgenommen (Westdeutschland: 2,2 %, Ostdeutschland: 3,9 %). Von den Einjährigen waren 36,1 % und von den Zweijährigen 60,6 % in Tagesbetreuung. Seit 2013 haben Eltern in Deutschland einen Rechtsanspruch darauf, ihre Kinder vom zweiten Lebensjahr an in einer Kita unterzubringen, wobei diese Betreuung kostenpflichtig ist.
Knapp 43.500 Personen waren im Jahre 2016 als Tagesmütter bzw. -väter tätig und haben insgesamt 153.000 Kinder betreut. Die Zahl der Au-pair-Mädchen und -Jungen, die aus dem Ausland nach Deutschland kommen und dort 6–12 Monate lang die Kinder ihrer Gastfamilie betreuen, wird auf 60.000 pro Jahr geschätzt.

## Zeittypische Probleme

### Unzureichende oder gänzlich fehlende Erziehung
Viele Kinderärzte und Pädagogen, die in ihrer Berufspraxis die Ergebnisse von Elternhauserziehung beobachten, haben beschrieben, wie diese Erziehung vielfach unzureichend erfolge: „die Eltern stehen [wenn das Kind sich problematisch verhält] oft hilflos daneben und wissen nicht, was sie tun sollen.“ Als vermutete Ursachen für unzulängliche oder gänzlich fehlende Erziehung werden ganz unterschiedliche Faktoren genannt:
- Mitleid mit dem Kind, das im Erwachsenenleben noch mehr als genug Zwang und Härten erleben werde,
- fehlendes Durchsetzungsvermögen,
- Bequemlichkeit,
- Erschöpfung,
- Unsicherheit, was Kindern zugemutet werden kann,
- das Gefühl, für das Kind nie genug tun zu können,
- beschleunigter gesellschaftlicher Wandel, der Eltern darüber verunsichert, welche Kompetenzen morgen überhaupt gefragt sein werden.

Immer wieder beschrieben wurde eine fundamentale Verunsicherung von Eltern, wie Kinder heute überhaupt zu erziehen seien. Als Ursache für diese Verunsicherung wird vor allem ein Verlust des gesellschaftlichen Konsens über „gute“ Erziehung genannt. Eltern greifen auch nicht mehr auf das Vorbild der eigenen Eltern zurück, von denen sie selbst einmal erzogen worden sind. Wie u. a. Axel Becker beschrieben hat, weisen viele Eltern, die vom Vorbild der eigenen Eltern abgeschreckt sind, Erziehungsverantwortung generell von sich und nehmen es in Kauf, ihre Kinder überhaupt nicht zu erziehen. Die autoritäre Erziehung, von der solche Eltern sich kategorisch distanzieren, existiert in Deutschland vereinzelt bis heute fort, besonders in bildungsfernen Schichten.

### Erziehungsziel Selbstständigkeit
Um 2000 herum ist im deutschen Sprachraum, vorangetrieben unter anderem durch Albert Wunsch, ein bis heute anhaltender Diskurs um fehlende Erziehung zur Selbstständigkeit entstanden.

### Der schwierige Begriff „Autorität“
Wie der schwedische Psychiater David Eberhard kritisiert hat, wenden viele Eltern sich im pädagogischen Vakuum demokratisch-partnerschaftlichen Ansätzen wie dem des populären dänischen Familientherapeuten Jesper Juul zu. Die einschlägige Forschungsliteratur weist darauf hin, dass Kinder am besten unter einem autoritativen Erziehungsstil gedeihen; Juuls Schriften lassen keine Auseinandersetzung mit diesen Forschungsbefunden erkennen. Andere Autoren haben jedoch bezweifelt, dass Eltern, deren Erfahrungsvorsprung und Autorität vom Kind nicht anerkannt werde, diesem Kind überhaupt irgendetwas beibringen können. Eine radikale Position nimmt Bernhard Bueb ein, der sein Autoritätskonzept christlich begründet: „Der Mensch ist eine »gefallene« Natur, er vereinigt in sich Gut und Böse, er braucht mehr als nur Begleitung, er braucht Führung, um zu lernen, das Gute in sich zu stärken und das Böse zu zügeln.“ Einen aus Versatzstücken der christlichen Erziehung und der positiven Psychologie formulierten Gegenentwurf zum pädagogischen Laissez-faire hat auch Albert Wunsch vorgelegt (Abschied von der Spaßpädagogik, 2003), der – ebenso wie Bueb – die Schuld für moderne Erziehungsprobleme der 68er-Bewegung anlastet.

### Intensive Mothering und New Momism
Ein weiterer Faktor für problematische Erziehung sind hohe Ansprüche der Eltern an sich selber bzw. der Wunsch, in der Erziehung alles perfekt zu machen. Besonderes ambitionierte Mütter neugeborener Kinder entscheiden sich z. B. häufig, Attachment Parenting zu praktizieren, bei dem es darum geht, die Signale des Kindes aufmerksam zu lesen und seine Bedürfnisse genau zu erfüllen. In der Praxis degeneriert diese Erziehungsphilosophie, die im englischsprachigen Raum wegen der extrem hohen Indienstnahme der Frauen auch als Intensive Mothering („Intensive Mutterschaft“) und New Momism („Neuer Mutti-ismus“) bezeichnet wird, leicht zum Überbehüten mit Ergebnissen wie unzureichender Selbstständigkeit und Resilienz des Kindes, und die Mütter werden, weil sie ihre eigenen Bedürfnisse jahrelang zurückstellen, anfällig für Depressionen.

## Erziehungsberatung
Erziehungsberatung kann in Deutschland kostenfrei in Anspruch genommen werden. Angeboten wird sie von verschiedenen Einrichtungen der Kommunen und anderer gemeinnütziger Träger wie etwa des Caritasverbandes oder der AWO; Namen und Adressen sind u. a. im Internet zu finden. Hilfe können ratsuchende Familien darüber hinaus auch bei Schulpsychologen, niedergelassenen Psychologen oder Familientherapeuten finden. Erste Anlaufstellen sind auch Kinderärzte, Hort- und Kindergartenerzieher sowie Lehrer.